# Iwakuni

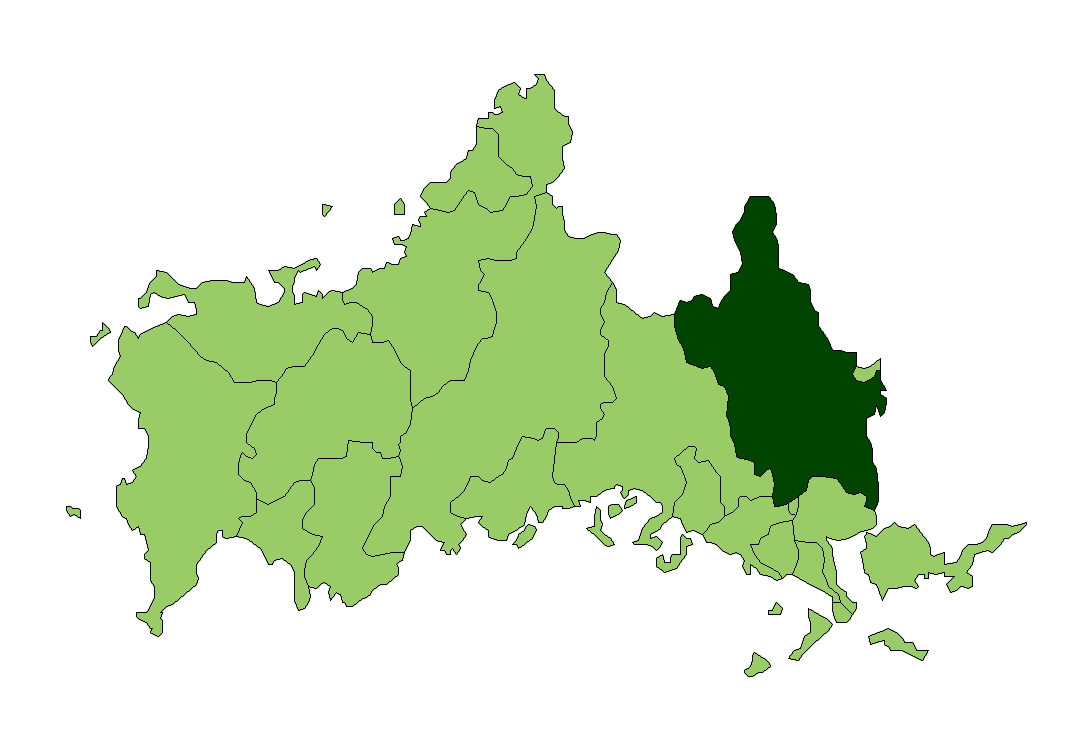

Iwakuni (岩国市 Iwakuni-shi?) este un municipiu din Japonia, prefectura Yamaguchi.